# Animation socioculturelle
 (janvier 2013).
Pour les articles homonymes, voir Animation.
L'animation socioculturelle est le plus souvent désignée sous le terme générique d'animation, il en découle des confusions quant à son rôle et sa fonction qui diffère de l'animation événementielle (Club Med, villages vacances, campings...). L'animation socioculturelle et socio-éducative est une des branches du travail social avec l'assistance sociale et l'éducation spécialisée. L'Éducation populaire est à l'origine de son développement. Les professionnels de cette branche sont couramment appelés les animateurs socioculturels. On distingue l'animation volontaire, sanctionnée par un brevet d'aptitude, de l'animation professionnelle, sanctionnée par un brevet professionnel d'État dans le domaine de l'éducation populaire.
L'animation socioculturelle accompagne les groupes sociaux et les individus dans leur développement personnel ou dans le développement social. Elle participe à l'amélioration de l'environnement local, met sur pied des événements culturels, propose des activités de loisirs éducatifs, social et contribue à mener à bien des projets collectifs (insertion, lutte contre la ségrégation, actions en rapport avec la sociabilité et le lien social, etc.). Ce n'est pas la nature de l'activité qui définit l'animation socioculturelle ; sa spécificité réside dans le fait que les participants établissent entre eux des rapports dont découlent pour eux des bénéfices : l'activité elle-même, le développement personnel et le renforcement de leur réseau de sociabilité.
L'animation socioculturelle permet donc le développement des relations sociales de ceux qui y participent et l'augmentation de leur autonomie. L'animation socioculturelle est rattachée également au concept d'empowerment, dans le sens qu'elle vise à développer le pouvoir d'agir et l'autonomie des citoyens et citoyennes. Elle ne se définit donc pas uniquement par des activités dont on pourrait dresser la liste, ni par un degré d'implication de l'animateur professionnel. Elle se déroule tant à l'intérieur qu'à l'extérieur des équipements et centres sociaux ou de loisirs éducatifs
On peut distinguer quatre types d'actions où l'animation socioculturelle joue un rôle important :
- domaine de la prévention (santé et prévention de la délinquance) et de l'insertion ;
- domaine des vacances et des loisirs éducatifs notamment les accueils collectifs de mineurs (ACM) ;
- domaine de l'éducation (accueil de loisirs périscolaire) et éducation informelle des jeunes et des adultes.

Ces différents domaines sont complémentaires, C'est pourquoi il existe des structures où tous ces domaines se croisent, c'est alors l'occasion d'un travail en commun. Par exemple, une maison des jeunes et de la culture (MJC), une maison de l'enfance, un centre social abrite souvent le bureau d'une assistante sociale, un accueil de loisirs dans le cadre d'un ACM, une permanence de pôle emploi, aide au devoirs, une crèche, un bureau d'information pour la jeunesse, un secteur d'insertion sociale et être le lieu de manifestations culturelles.

## Pays anglophones et Québec
Aux États-Unis, en Australie et au Canada, le travail social n'est pas aussi différencié (entre assistant social, éducateur et animateur) qu'en Europe. Le rôle qui correspond le mieux aux fonctions d'animateur socioculturel est le celui d'organisateur communautaire ou organisateur de la communauté, bien que ce terme ait une connotation plus politique. En effet, l'organisateur ne fait pas d'animation de loisirs, mais cherche à ce que la communauté (c'est-à-dire la population d'une localité donnée, ou encore d'une communauté ethnique ou religieuse) prenne en charge ses propres problèmes sociaux. Par exemple, Barack Obama était un « community organizer » à Chicago avant d'être avocat puis sénateur, puis président.
Les centres sociaux et jumping recreation centers (centres et clubs de loisirs) sont des locaux publics où les membres d'une communauté ou localité se rassemblent pour des activités de groupe, le soutien social, l'information du public, ou pour d'autres buts. Ils peuvent parfois être ouverts pour toute la localité ou pour un groupe plus restreint. Exemples de centres communautaires pour des groupes spécifiques : centres chrétiens, islamiques, juifs, clubs de jeunes, etc.
Il faut noter que dans les pays anglo-saxons, la notion de laïcité n'est pas comprise comme en France ou comme dans les autres régions francophones d'Europe, avec une conception de séparation assez nette entre l'action cultuelle d'un côté (c.-à-d. les activités religieuses au sens strict, plutôt rituelles) et l'action culturelle ou socioculturelle de l'autre — l'inscription de ce principe dans le droit varie de pays en pays (en France, par exemple, elle est très encadrée). De ce fait, le travail communautaire dans les pays anglo-saxons, qui s'exerce souvent par des associations privées, implique beaucoup d'organisations confessionnelles. Ce travail — ou, plus souvent, une partie de ce travail — peut éventuellement se faire en direction de groupes de fidèles d'une religion de façon plus exclusive. Les Faith-Based Community Organiziations (FBCOs), en français « organisations communautaires confessionnelles » sont des « communautés issues de la base » (grassroot communities) généralement d'origine religieuse.
Barack Obama était directeur du Projet de développement des communautés (DCP). Ce projet d'initiative privée était financé par l'église catholique du Grand Roseland, de Chicago South Side (Roseland, West Pullman, Riverdale). Il y travailla de juin 1985 à mai 1988. Il y mit en place un programme de formation professionnelle, un programme de tutorat et de préparation aux études universitaires, et aida à la création d'une organisation de défense des droits des locataires dans les jardins Altgeld. Ce travail pourrait être presque identique dans un centre social au sein d'un quartier en France (sauf qu'en France le financement serait public).
Le travail des organisations communautaires a été théorisé par Saul Alinsky à Chicago dans les ghettos noirs américains du sud de Chicago. Alinsky est un pragmatique, il ne s'appuie pas sur une doctrine (marxiste ou autre) ; il s'appuie sur les habitants pour connaître leurs souhaits et les mobiliser sur l'action à entreprendre.
Rules for Radicals: A Pragmatic Primer for Realistic Radicals (titre en français : Manuel de l'animateur social) est le dernier livre écrit par Saul Alinsky peu avant sa mort en 1972. Publié en 1971, il était une tentative par Alinsky pour transmettre sa théorie et ses méthodes d'organisation pour la nouvelle génération de jeunes militants, en grande partie en s'appuyant sur ses propres expériences. Il a influencé le travail communautaire et de nombreux hommes et femmes politiques aux États-Unis, y compris Barack Obama. Son influence s'exprime actuellement dans tous les mouvements sociaux qui se réclament de l'empowerment. Il est méconnu dans la plupart des pays et régions francophones, même des animateurs socioculturels. Cela tient à la faiblesse de l'action communautaire, souvent interprétée comme du communautarisme — terme péjoratif en Europe francophone. Toutefois, par le concept d'empowerment, une meilleure connaissance de l'animation sociale à l'américaine se développe dans certains pays et régions francophones, notamment en Europe, dans les Antilles et en Guyane française.
Le « community service », traduit par service communautaire ou service civil, est un travail volontaire ou bénévole d'animation ou d'aide éducative dans une association ou une institution. En France, les objecteurs de conscience effectuaient un service civil. En Allemagne, ce service a existé jusqu'en 2010. Ce type de travail persiste de nos jours en Europe dans divers pays sous la dénomination générique de service volontaire, qui à l'échelle européenne peut être encadré par un programme mis en place au sein de l'Union européenne, le Service volontaire européen (SVE). Dans tous ces cas, le service peut parfois recouvrir, en tout ou en partie, un travail d'animation socioculturelle. Il faut cependant noter que le travail alternatif à l'incarcération est inclus dans le community service aux États-Unis. En Belgique, en France, en Suisse et d'autres pays, le travail des personnes incarcérées ou condamnés à une peine est une activité bien distincte, nommée travail d'intérêt général. Ce travail-là n'est généralement pas un travail d'animation.

## L’animation socioculturelle en Suisse
L’animation socioculturelle a fait son apparition en Suisse romande dans les années 1950, sous l’influence de l’éducation populaire française. Selon Yuri Tironi, Ulrike Armbruster Elatifi et Nicole Fumeaux, « l’animation socioculturelle agit au cœur du lien entre les individus », elle permet de transformer la société en valorisant les responsabilités collectives et les solidarités de proximité.

## Les diplômes de l'animation, intervention socioculturelle en France
Les intervenants sont titulaires d'un diplôme :
- le Brevet d'aptitude aux fonctions d'animateur en accueils collectifs de mineurs (BAFA, non professionnel) et le Brevet d'aptitude aux fonctions de directeur en accueils collectifs de mineurs (BAFD), ce dernier étant exclusivement réservé à la direction d'un accueil collectif de mineurs ;
- Le Bac professionnel Animation-Enfance et Personnes Âgées (AEPA);
- le BUT Carrières sociales - parcours animation socioculturelle ;
- le Brevet professionnel de la jeunesse, de l'éducation populaire et du sport (BPJEPS) spécialité : animation sociale et loisirs tous publics (qui remplace le Brevet d'État français d'animateur technicien de l'éducation populaire et de la jeunesse, BEATEP) ;
- le Diplôme d'études universitaires scientifiques et techniques : animation et gestion des activités physiques, sportives et culturelles (DEUST AGAPSC) ;
- Licence Professionnelle Intervention sociale Mention Animation professionnelle Coordination et développement de projet pour l’action sociale, culturelle et socioculturelle.

## L'animation dans le domaine de la prévention
Dans ce domaine précis, l'animation cherche à favoriser le développement social dans le quartier et dans la ville. Chaque individu prend conscience qu'il peut se construire, se développer par lui-même. C'est que l'animation socioculturelle propose de développer la communauté, le quartier avec des projets mis en place par la population elle-même. L'animation est le fil conducteur qui rapproche à la fois l'individu de sa propre culture et de la société. On retrouve également l'animation dans des lieux de vie ou le maintien du lien social est une priorité, au sein d'équipes pluridisciplinaires dans le secteur de l'action sociale.
Enfin, l'animation socioculturelle offre des lieux où les personnes éprouvant des difficultés doivent pouvoir trouver écoute, aide, conseils, et orientation vers les appuis existants. Ces lieux sont :
- la maison des jeunes et de la culture (MJC) ;
- la maison de quartier ;
- le centre culturel ;
- l'accueil de loisirs ;
- les accueils collectif de mineurs (ACM) ;
- le centre social ;
- le centre socioculturel ;
- le foyer de jeunes ;
- le foyer de jeunes travailleurs (FJT) ;
- le foyer rural ;
- le foyer féminin ;
- la maison de retraite ;
- le club de prévention.

De façon générale, l'animation joue donc ici un rôle de prévention. Dans ce domaine de l'animation socioculturelle, les intervenants sont avant tout titulaires d'un diplôme professionnel, comme :
- le DESJEPS qui remplace le DEDPAD (Niv 2) ;
- la licence professionnelle intervention sociale (Niv 2) ;
- le DEJEPS qui remplace le DEFA (Niv 3) ;
- le BUT carrières sociales - parcours animation sociale et socioculturelle (Niv 3) ;
- Le DEUST AGAPSC (Niv 3) ;
- le BPJEPS anciennement BEATEP (Niv 4) ;
- le BAPAAT (Niv 5) ;
- le BAFD exclusivement réservé à la direction d'un accueil collectif de mineurs.

## L'animation socioculturelle dans le domaine des loisirs éducatifs
L'action socioculturelle a aussi comme cadre les accueils collectifs de mineurs (ACM). Le public y est ici exclusivement mineur, puisque ces structures sont en droit d'accueillir des enfants en âge d'être scolarisés (souvent de 2½ ans à 18 ans).
L'originalité de cette approche est d'amener les individus à sortir de leur milieu de vie quotidien. L'animation en ACM consiste en l'accompagnement d'enfants et de jeunes dans leurs projets de vacances, de loisirs et périscolaire, tant dans l'organisation de la vie quotidienne que dans la découverte de nombreuses activités éducatives, sociales et culturelles.

### Les différentes structures enACM
Attention : depuis 1er septembre 2006, la définition des centres de vacances et de loisirs a changé. De nouveaux types de structures sont apparues : séjour court, séjour spécifique, accueil de jeunes (décret 2006-923 du 26 juillet 2006).
- Accueil de loisirs (anciennement Centre de loisirs sans hébergement ou centre aéré).
- Accueil de loisirs périscolaire.
- Séjour de vacances (anciennement Centre de vacances ou « colo »).
- Séjour court qui ne doivent pas excéder trois nuits.
- Séjour spécifique réservé aux enfants de plus de 6 ans et dont l'objet est le développement d'activités particulières (séjours à dominante sportive par exemple).
- Accueil de jeunes réservé aux jeunes de 14 à 18 ans pour un effectif de 7 à 40 mineurs maximum.
- Accueil de scoutisme qui permet la pratique d'activités de scoutismes avec et/ou sans hébergement.

Ces structures peuvent être animées et encadrées par des intervenants ayant le statut de volontaire ou de professionnel. Pour les enfants et jeunes, les ACM sont des lieux de socialisation entre pairs, de prévention, des lieux d'apprentissages, de découverte éducative et sociale et du vivre ensemble.
La septième forme d'accueil collectif de mineurs, le séjour de vacances dans une famille, ne requiert pas l'encadrement d'animateurs mais peut être organisé par eux.

### L'animation volontaire, professionnelle, formations
Voir : Animateur socioculturel

## L'engagement
La notion d'animation se conjugue inéluctablement avec celle de l'engagement, et incidemment de bénévolat et/ou de militantisme. En effet, que ce soit avant ou après la professionnalisation de ce secteur, les bénévoles ont très souvent joué un rôle prépondérant dans la conception, la mise en place mais aussi le suivi des actions, et ce dans différents domaines (culturel, social, d'une manière générale dans le mouvement social…). C'est d'ailleurs grâce à leur intervention que bon nombre d'initiatives peuvent se réaliser et se renouveler (projets éducatifs, festivals socioculturels…).

## Historique de l'animation socioculturelle
Elle se confond dans la première moitié du XXe siècle avec celle de l'éducation populaire et celle de l'éducation spécialisée, au travers des mouvements de Jeunesse comme le scoutisme, des patronages, des centres sociaux et des orphelinats. Avec la Révolution nationale, Vichy marque son intérêt pour la jeunesse au travers de la création du commissariat général à l’Éducation générale et aux Sports le 7 août 1940. Son activité s'étend :
- aux Chantiers de Jeunesse (en remplacement du service militaire) ;
- à l'organisation des fédérations d'activités sportives ;
- à la création des ARSEA (Sauvegarde) en direction des jeunes inadaptés et à l'origine du diplôme d'éducateur spécialisé de 1945[4] ;
- à la création de l'école des cadres transformée en école nationale d'administration en 1945.

Au sein de cette école, des cadres sont pensés les fonctions des futurs fonctionnaires de la haute administration, y compris les instructeurs techniques de la jeunesse et des sports devenus conseillers techniques de la jeunesse et des sports.
Les instructeurs sont chargés dans la circulaire de la formation et du perfectionnement des animateurs de la jeunesse. Cette circulaire est signée par Jean Guéhenno, directeur de la culture populaire et des mouvements de jeunesse chargé à jeunesse et sport de la formation et du perfectionnement des animateurs de jeunes.